# نادية علي
نادية علي (بالإنجليزية: Nadia Ali)‏ (3 أغسطس، 1980 -) مغنية ومؤلفة موسيقية أمريكية من أصل باكستاني ولدت في ليبيا وكانت النجمة والمؤلفة الموسيقية السابقة لفرقة إي أوه، والتي حصلت أغنيتها نشوة الطرب على المركز الثان عام 2001 على أغاني المملكة المتحدة وتصدرت المراكز الأولى لأغاني الرقص في جميع أنحاء العالم.
حيث حصلت على مكانة بارزة ومرموقة وذلك عام 2001م كأول امرأة ومؤلفة اغانى لفرقة اى اووه، وذلك بعد اطلاق واصدار أولى اغنياتها والتي كانت بعنوان (النشوة)، كما احتلت أيضا المركز الثانى في منظومة المملكة المتحدة للاغانى. فضلا على أن تلك الاغنية جسدت ورسمت صورة عامة عن جميع الاقطار بقارة أوروبا،  وذلك في صورة تعبيرية شاملة، وذلك في عام 2006م.
وأصدرت أغنية منفردة بعنوان (هل هذا الحب؟)، حيث وصلت إلى قمة المخططات البيانية وحققت شعبية وجماهيرية هائلة بالنوادى الراقصة.
وبعد الشروع في امتهان واعتلاء وظيفة منفردة، وذلك عام 2005.
أصبحت بعد ذلك بالفعل محلقة في سماء النجاح، وذلك لاعتبارها مطربة كثر الطلب عليها وزادت شعبيتها في مجالى الرقص والموسيقى الالكترونية.
أطلقت البومها الأول عام 2009م. حيث قام النقاد بتقديم المدح والثناء إلى جهودها المبذولة في تأليف أغانى لم يسبق لها مثيل.
فضلا عن الجمع بين إلكترونية القصص الشرقية والموسيقى الصوتية، حيث ان هناك ثلاثة اغانى منفردة من اغانى الالبوم قد حققت بالفعل نجاحا باهرا، حيث وصلت إلى اعلى قمة القوائم بالنوادى الراقصة. وبما يتضمن أكبر مثال على ذلك (قصة حب).
حيث رشحت هذه الاغنية إلى التكريم بحفل جوائز الموسيقى في دورته الخامسة والعشرون في الموسيقى الشتوة.بينما رشحت أغنية الخيال لجائزة غرامي.
ففى عام 2010م قامت باصدار مجموعة رييكش تحت مسمى ثلاثية نوادى الملكة وذلك بمناسبة مرور عشر سنوات على اعتلائها وظيفتى مؤلفى اغانى ومطربة في نفس الوقت.
ان أغنية النشوة قد اصدرت كأغنية منفردة بعيدا عن بقية اغانى الالبوم، وذلك لانها تعتبر واحدة من ضمن الاغانى التي حققت نجاحا باهرا وبراقا في أوروبا بأكملها.
كما اصدرت أيضا أغنية منفردة بعنوان (الضغط) بالمشاركة مع ستاركيلرز واليكس كنيج، وذلك عام 2011م.
حيث بعد ذلك أصبح وتحول إلى ناديا ومهرجانا للنشيد الوطنى، فضلا عن حصوله على جائزة الرقص الدولية للموسيقى،  بينما في عام 2012م قد تعاونت مع شركتى البى تى والأرتى في أغنيتها (هكذا يجب ان يكون الحب). والتي بالفعل رشحت لجائزة الرقص الدولية للموسيقى.
بالإضافة إلى تعاونها مع العديد المنتجين البارزين، ومع مجموعات دى جى متنوعة. وأفضل مثال لذلك هو أرمن فان بورن، شيلر وأفتشى ووجون كريمى وستيفان كيه.نادية على تقوم حاليا بالعمل على إصدار البومها الثانى تحت عنوان فينيكس.

## الحياة المهنية

### 1980 - 2005: بداية العمل مع اى اووه.
ولدت نادية على في محيط الاراضى الليبية لابوين باكستانيين، وذلك عام 1980م وعندما كانت في الخامسة من عمرها انتقلت عائلتها.
حيث نشأت وترعرعت بعد ذلك في المنطقة كوينز بنيويورك. وعندما كانت في الثامنة من عمرها كانت نادية على تغتنم وتستغل كل فرصة متاحة امامها والتي تعتقد انها ستمكنها من الغناء، وذلك بعد قيامها بسماع طنين أغنية مادونا التي كانت تسمعها وتنصت اليها جيدا في المدرسة، بلاضافة إلى الثناء عليها والإشادة بتلك الاعنية للتعبير عن مدى اعجابها بها. واثناء ما كانت تمارس عملية الغناء كهواية، وعدم تلقيها التدريبات الرسمية الحتمية، كانت بالفعل قد بدأت في تأليف وكتابة القصائد والاغانى لاصدقائها.وعندما كانت في سن المراهقة كانت تولى رعايتها والجزء الأكبر من اهتمامها على الموسيقى الحديثة، وبعد زيارتها للملاهى الليلية في مانهاتن. وما أوحى اليها من نسج حلم جميل انها يوما ما ستكون إحدى الاشخاص الذين ستعزف اغنياتهم في ذلك الملهى. وعندما كانت في سن السابعة عشر كانت تعمل بالمكاتب التابعة لفيرساتشى بنيويورك. حيث وبدون تخطيط استطاعت ان تجذب الانظار اليها وان تلفت الانتباه إلى غنائها وذلك في حفلات الكريسمس.هناك صديق لها من مؤسسة فرساتشى قد قام بتقديمها إلى المنتج الشهير ماركوس موزر والذي كان دائما ما يبحث عن مطربة وذلك للتعاون مع بعض انتاجاته ولكى يضمها لمجموعة الفناة في ألمانيا.

### 2006 - 2009: الجمر
بدأت (نادية علي) العمل على ألبومها المنفرد بعد مغادرة إيه أوه (وهي العملية التي أخذت أربع 

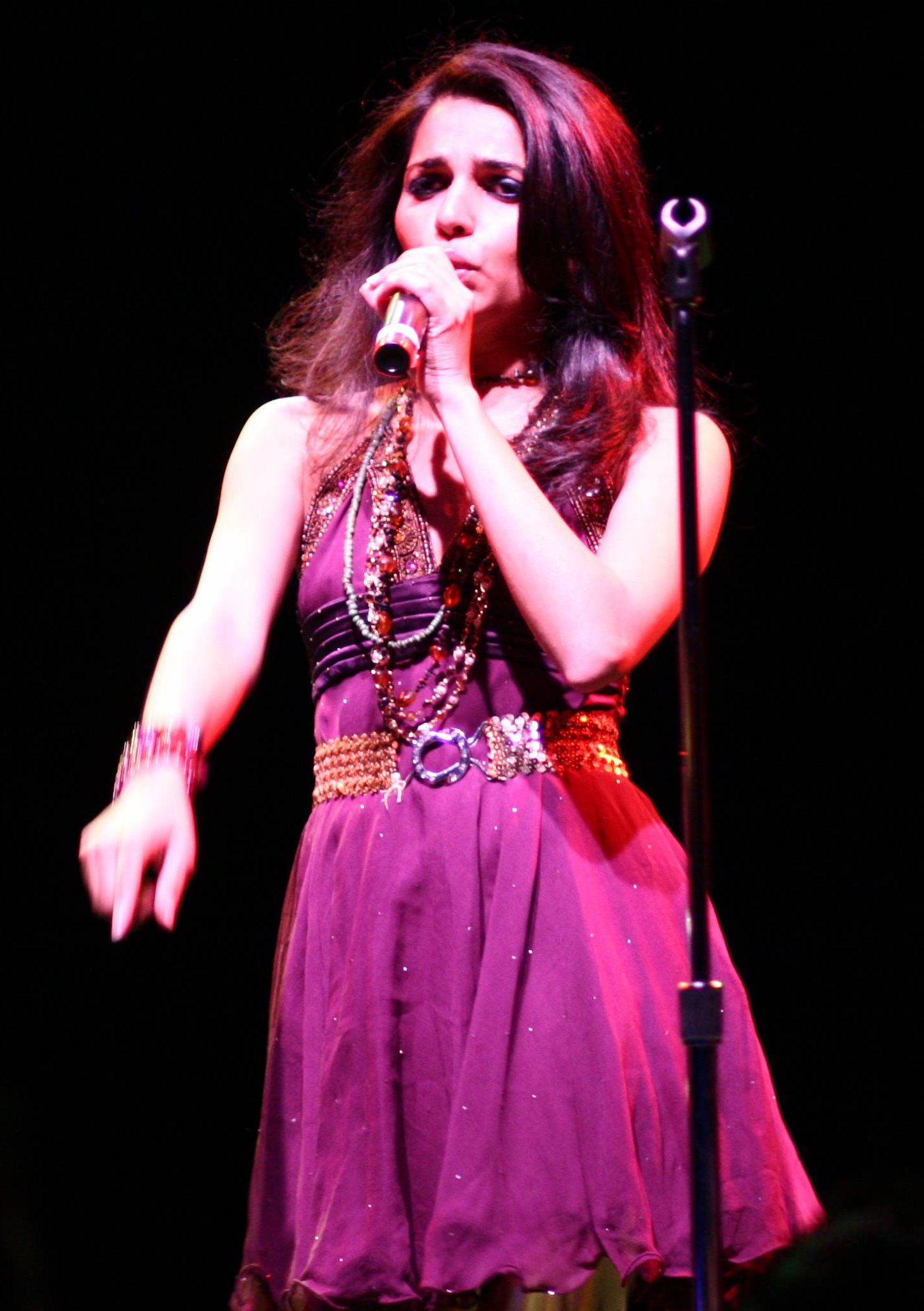
نادية علي وهي تغني في أفالون، بوسطن، في عام 2006سنوات

) وكان جدول أعمالها مزدحم لأنها كانت لاتزال تتعلم وتحاول تأسيس هويتها ككاتبة ومساعدة إنتاج ؛ وكان أول عمل فردي لها عام 2006 بعنوان (من يشاهد؟)وعلقت دى جي أرمين فان بوردين (التي ظهرت في ألبوم الرعشات) بأن أغنية من يشاهد واحدة من أغاني نادية الأكثر إلهامًا فقد وُصف فيها الصعوبات التي يواجهها الفرد لأجل الوصول إلى القمة، وبعدالوصول إليها يدرك أنه أصبح وحيدًا، وأنه تخلى عن أولوياته ونسي أحبائه ؛ ثم عقبتها أغنية شئ للفقد في عام 2006 في دويتو مع الكاتب والمغني روسكو ومن إنتاج جون كريمر وستيفان كاي وإخراج ألترا للتسجيلات؛ واشتهرت أغنية أطلق العنان لنفسك بالإضافة إلى شارام الطيبي الّذي ظهر لأول مرة للعالم في أنفاق دبي.

وفي يونيو 2008 نُشِرت أول أغنية من ألبومها المنفرد بعنوان (تحطم وحرق)، وحققت أعلى نجاح في تاريخ نادي الرقص الساخن لهواة موسيقى البوب ، فقد احتلت المرتبة السادسة على قائمته؛ وفي فبراير 2009 أصدرت أغنيتها الثانية واسمهاقصة حب من ألبوم غير معنون؛ وفي أبريل 2009 تصدرت قائمة نادي الرقص الساخن لهواة موسيقى البوب، ورشحت كأفضل أغنية راقصة لمؤتمر الموسيقى في شتاء 2010 ؛ وقد تم استضافت نادية في ام تي في ايجي حيث سجلت ثلاثة أشرطة صوتية (النشوة، وتحطم وحرق، وقصة حب) 

وأُصدر ثالث ألبوم فردي لها (الطباعة الرائعة)في يوليو 2009؛ وأعلنت نادية مسبقًا أنها صنعت ألبومها المنفرد (الجمر) وحدها ، وقد احتل المرتبة الرابعة على قائمة نادي الرقص الساخن لهواة موسيقى البوب.

وفي سبتمبر 2009 تم إصدار ألبومها المعنون باسم الجمر بإنتاج مشترك من سلطان ونيد شيبرد، ونشره أليكس سايز وسكوت فريتز؛ وقد أعلنت نادية عن ألبومها بطريقتها الخاصة بإطلاقها عليه ضحكة في سرير التسجيلات  

وقد تلقت تعليقات إيجابية على هذا الألبوم، فوصفه تشيس غران من معلومات. كوم بأنه ألبوم متألق يحتوي على أغاني رائعة ؛ وأثنى عليه غيل نافارو من مجلة راكيت قائلًا: (أنه كان غناءً بصوت ساحر، وطريقة كتابة كلمات أغانيه سرقت أنفاسي، وأوردتني عالم من الخيال) ؛ وبالحديث عن ألبومها فقد شُهد لها بالاستقلال الإبداعي، وهذا بفضل ضغط جدول أعمالها وإعلانها عنه بطريقتها الخاصة ؛ واختارت أن ينشر ألبومها الخاص بالطريقة التقليدية على المواقع الإليكترونية حتى يسهل على مستمعيها الحصول عليها فبمجرد الضغط على الزر تحصل فورًا على الموسيقى، وهذه هي الطريقة التقليدية لصفات التوزيع في الولايات المتحدة.
وفي عام 2009 نشرت أغنية (الأفضل أن تمضي قدمًا) وكانت أول عمل مشترك لها مع توكاديسكو في ألبومه الخاص اف ام 128.0؛ وشاركت أيضا في أغنية (اثنتي عشرة زوجة في طهران) مع سيرج ديفانت في ألبومه المسمى بالهيام.

### 2010 - 2011: ثلاثية ملكة الأسباتي
حملت أغنية نادية علي الأولى لعام 2010 عنوان «حاول»، ونتجت بالتعاون مع المنتج الألماني شيلر، وباختيارها كالأغنية المنفردة الرئيسية في ألبومه «أتيملوس»، تم تصويرها وإصدارها لأول مرة على اليوتيوب في شباط/فبراير عام 2010، وفي شهر نيسان/أبريل من العام ذاته، أطلقت نادية «خيال» (Fantasy)، وهي الأغنية المنفردة الرابعة من ألبومها «الجمر»، استجابةً لتصويت جمهورها على صفحتها على الفيسبوك.
أعاد مورغان بايج توزيع الأغنية المصوّرة «خيال»، واسُتخدمت النسخة الجديدة كمقدمة موسيقية لمشروع نادية القادم، وهو «ثلاثية ملكة الأسباتي: إعادة توزيع أفضل أعمال نادية علي»، والذي تألف من ثلاثة إصدارات: الياقوت (في آب/أغسطس عام 2010)، والعقيق اليماني (في تشرين الأول/أكتوبر عام 2010)، وإصدار الألماس (في كانون الأول/ديسمبر عام 2010)، كما تضمن الألبوم تعاوناً مع عدد من المنتجين ومنسقي الموسيقا (دي جيه) البارزين، أمثال آرمن فان بيورن، وأفيتشي، وغاريث إيميري وآخرون، وقاموا بإعادة توزيع عدة أغانٍ فيه.
كما أعاد كل من تريستان غارنر، وغاريث إيميري، وأفيتشي توزيع أغنية نادية الأولى مع فرقة أي أووه «نشوة»، وصدرت كأغنية منفردة في ألبوم «ثلاثية ملكة الأسباتي»، وتم تصويرها وفق طابع الألبوم ذاته، ومن ثم صدرت كأغنية مصوّرة في الرابع والعشرين من كانون الثاني/يناير عام 2011.
كما ظهرت نادية في أغنية «إحساس رائع» في ألبوم آرمن فان بيورن الرابع «سراب»، وبإصدارها كالأغنية المنفردة الخامسة من الألبوم، تم انتخابها كأفضل أغنية من النمط ترانس في حفل توزيع جوائز موسيقا الرقص العالمية السابع والعشرين.

### 2012 - 2017
بدأت نادية علي بالعمل على ألبومها الثاني المُسجّل في استوديو ابتداءً من شباط/فبراير عام 2010، وأصدرت فيديو مصوراً للأغنية الرئيسية فيه «عندما تمطر» على قناة اليوتيوب الخاصة بها في آب/أغسطس عام 2011.
كما كانت أغنية «هذه حياتك» أولى إصدارات نادية لعام 2012، ورابع الأغاني المنفردة من ألبوم منسق الموسيقا السويسري إي دي إكس «على الحافة»،  وتبعتها أغنية «احملني» التي تعاونت فيها مع مورغان بايج، وكانت الأغنية المنفردة الرابعة من ألبومه الثالث «في الهواء» المُسجّل في استوديو.
بعد ذلك أصدرت نادية «لابد أنه الحب»، وكانت الأغنية الرئيسية من ألبوم بي تي التاسع «أغنية عبر الأسلاك» المسُجّل في استديو، والذي كان نتاج تعاونه مع آرتي ونادية.
وفي كانون الأول/ديسمبر عام 2012 أعلنت نادية عن خطوبتها، وبعد ذلك تزوجت في تشرين الأول/أكتوبر من عام 2013.
وبعد انقطاع دام سنتين، ظهرت في شهر تموز/يوليو من عام 2017 في أغنية «كدت أصل للبيت»، بالتعاون مع سلطان وشيبارد وآي آر أوه، وأحرزت هذه الأغنية المركز الرابع على لائحة دانس ميكس شو ايربليه الخاصة بمجلة بيلبورد،  وتم ترشيحها كأغنية العام من نمط موسيقا الدانس في حفل جوائز جونو عام 2018.

### 2018 – حتى الآن: هيلز
أعلنت نادية عن انطلاق مشروع جديد لها بعنوان «هيلز» (HYLLS)، بنمط واتجاه جديدين، بالتزامن مع إصدارها لأغنية واحدة في الشهر خلال عام 2018، وانتقلت بهذا المشروع من الموسيقا الإلكترونية إلى نمط الإندي بوب،  وكانت أغنية «مضطربة للغاية» المنفردة أولى إصداراتها في شهر كانون الثاني/يناير،  ومن ثم أصدرت نسختها الخاصة من أغنية لفرقة ذي كرانبيريز في السادس عشر من شباط/فبراير،  وبعد ذلك صدرت الأغنية المنفردة الثالثة «فرصة» في الرابع والعشرين من آذار/مارس للعام ذاته.

## روابط خارجية
- نادية علي على موقع IMDb (الإنجليزية)
- نادية علي على موقع ميوزك برينز (الإنجليزية)
- نادية علي على موقع أول ميوزيك (الإنجليزية)
- نادية علي على موقع ديسكوغز (الإنجليزية)